# Шкотово (станция)
Шко́тово — железнодорожная станция Владивостокского отделения Дальневосточной железной дороги на линии Угольная — Мыс Астафьева в поселке Шкотово Приморского края.
Станция осуществляет приём и выдачу грузов как повагонными, так и мелкими отправками.
На станции останавливаются все электропоезда, следующие через неё. Скорый поезд № 113/114 сообщением Хабаровск — Тихоокеанская проходит станцию без остановки.